# オリュンポス十二神

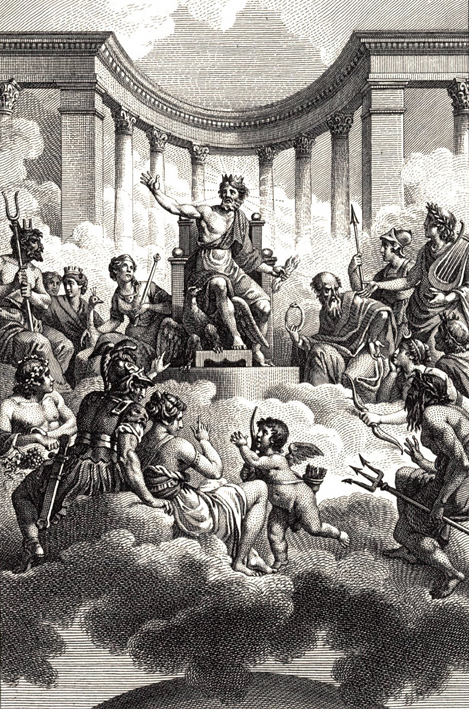
オリュンポス十二神

オリュンポス十二神（オリュンポスじゅうにしん、古代ギリシア語: Δωδεκάθεον）は、ギリシア神話において、オリュンポス山の山頂に住まうと伝えられる12柱の神々。
現代ギリシア語では「オリュンポスの十二神」と呼称されるが、古典ギリシア語では単に「十二神」と呼んだ。

## 概説

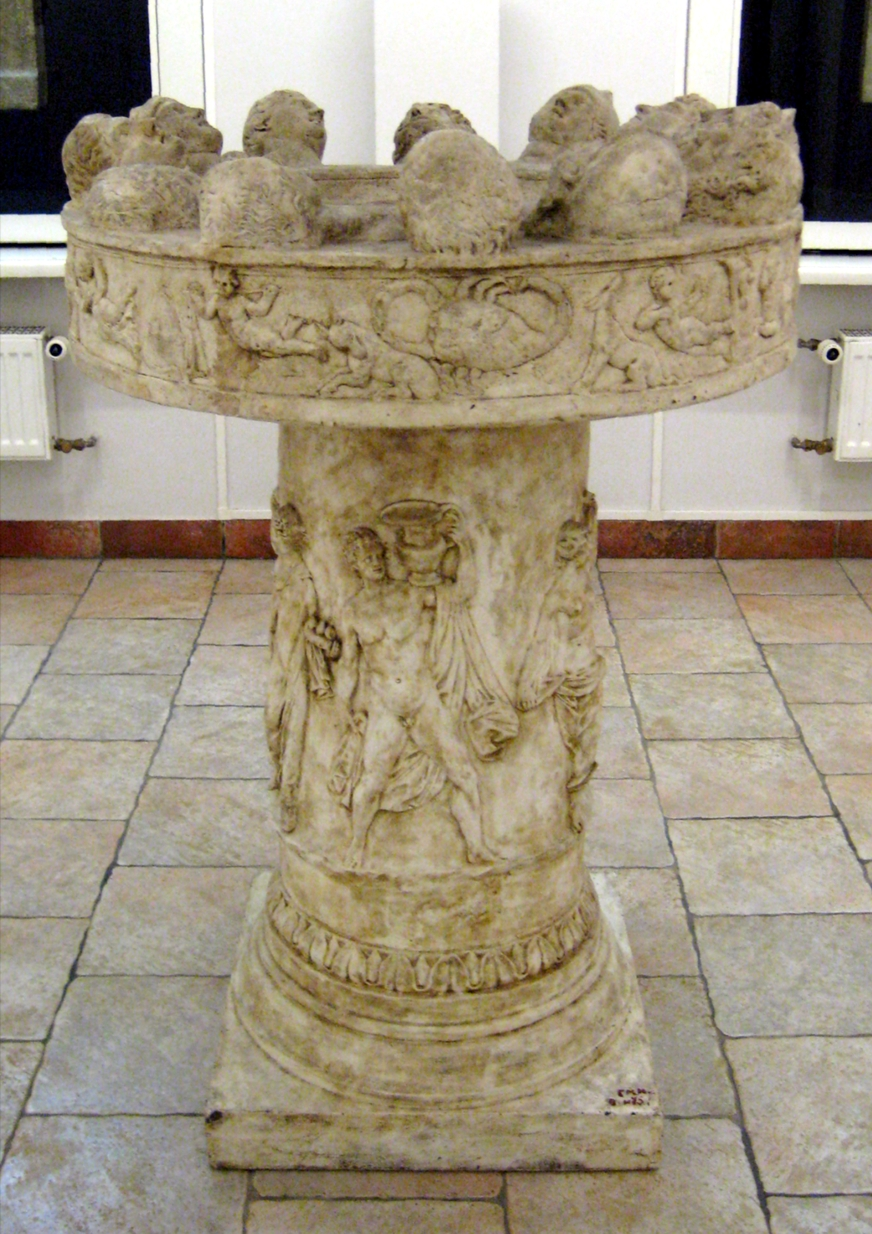
ローマ神話の十二神の祭壇。用途不明。黄道獣帯の祭壇か。紀元1世紀

### 十二神の変動
通常、12神の神々は
1. ゼウス
2. ヘーラー[注釈 5]
3. アテーナー[注釈 6]
4. アポローン
5. アプロディーテー
6. アレース
7. アルテミス
8. デーメーテール
9. ヘーパイストス
10. ヘルメース
11. ポセイドーン
12. ヘスティアー

である。
12柱目にはヘスティアーを入れるのが通常であるが、ディオニューソスを入れる場合もある。これは、十二神に入れないことを嘆く甥ディオニューソスを哀れんで、ヘスティアーがその座を譲ったためとされる。また、ごくまれにポセイドーンやデーメーテールなどが外されることもある。
ほかに十二神と同格の神として、ハーデース（プルートーン）とその妃ペルセポネー（コレー）がいる。通常は十二神には含まれないが、ごくまれに含めることもある。十二神にハーデースが含まれないのは他の神と違って冥界の神であり、冥界は地下の存在と考えられていたためで、属性が異なるとの理由から十二神から外されている。

### 神々の世代
オリュンポスの秩序より見た場合、十二の神々は第一世代と第二世代に分けることができる。クロノスとレアーのあいだに生まれた息子と娘に当たる、ゼウス、ポセイドーン、ハーデース、ヘーラー、デーメーテール、ヘスティアーが第一世代の神で、ゼウスの息子と娘に当たる、アテーナー、アポローン、アルテミス、ヘーパイストス、アレース、アプロディーテー、ヘルメース、ディオニューソスが第二世代の神となる。
ただし、これはオリュンポスの秩序での系譜に基づいている。たとえば、アプロディーテーについては、ホメーロスはゼウスとディオーネーのあいだの娘としているが、ヘーシオドスはクロノスが切断したウーラノスの男根の周りの泡より生まれたとしている。ヘーシオドスの説では、アプロディーテーはゼウスよりも古くからある女神となる。ここから、ウーラノスの男根よりの女神を天上の「アプロディーテー・ウーラニアー」、ゼウスとディオーネーの娘の女神を民衆の「アプロディーテー・パンデーモス」として呼び分けることもある。

### ローマ神話の十二神
ローマ神話ではコーンセンテース・デイー (Consentes Dei) と呼ばれ（「同意する神々」の意）、主神ユーピテルをはじめとする男女6柱ずつの神々とされる。

## 十二神の一覧表
ハーデースとペルセポネーは十二神に含まれないが、天体との関係から記載する。

### 名前と権能
| 神名                                       | 神名                                     | ローマ神話との対応 （英語由来転写） | 性別 | 説明 | 対応する天体                                    |
| 古代ギリシア語                             | 他のカタカナ転写 慣用名                  | ローマ神話との対応 （英語由来転写） | 性別 | 説明 | 対応する天体                                    |
| ------------------------------------------ | ---------------------------------------- | ----------------------------------- | ---- | --- | ----------------------------------------------- |
| Ζεύς ゼウス                                | ゼウス                                   | ユーピテル （ジュピター）           | 男神 | 神々の王、オリュンポスの主神。 雷神、天空神。 多数の神・半神・英雄の父祖。                                                                  | 木星 ゼウス（小惑星）                           |
| Ἥρα ヘーラー                               | ヘラ                                     | ユーノー （ジュノー）               | 女神 | ゼウスの妻、神々の女王。 婚姻の神で、女性の守護神。 嫉妬深い。                                                                              | ユノ（小惑星） ヘラ（小惑星）                   |
| Ἀθηνᾶ アテーナー アテーネー                | アテナ アテネ                            | ミネルウァ （ミネルヴァ）           | 女神 | 知恵・工芸・戦略の神。 戦争の知略を司る。 都市の守護神。                                                                                    | ミネルバ（小惑星） パラス（小惑星）             |
| Ἀπόλλων アポローン                         | アポロン                                 | アポロー （アポロ）                 | 男神 | 予言・芸術・音楽・医療の神。 光明神ともされる。ポイボス。 ヘーリオス（太陽）と混同された。                                                  | 太陽 アポロ群 アポロ（小惑星）                  |
| Ἀφροδίτη アプロディーテー アプロディーター | アプロディテ アフロディテ アフロディーテ | ウェヌス （ヴィーナス）             | 女神 | 愛と美の神。 エロースの母とされる。 | 金星 アフロディテ（小惑星）                     |
| Ἄρης アレース                              | アレス                                   | マールス （マーズ）                 | 男神 | 軍神。戦争の災厄を司る。 ギリシア神話では知に劣り、人間にも敗れる。対応するローマ神話のマールスは主神ユーピテルと同じ程篤く信仰されていた。 | 火星                                            |
| Ἄρτεμις アルテミス                         | アルテミス                               | ディアーナ （ダイアナ）             | 女神 | 狩猟・森林・純潔の神。 処女神だが、豊穣の神。 セレーネー（ルーナ）と混同された。                                                            | 月 ディアナ（小惑星） アルテミス（小惑星）      |
| Δημήτηρ デーメーテール                     | デメテル                                 | ケレース （セレス）                 | 女神 | 農耕・大地の神。乙女座に関連。 | ケレス（準惑星） デメテル（小惑星）             |
| Ἥφαιστος ヘーパイストス                    | ヘパイストス ヘファイストス              | ウゥルカーヌス （バルカン）         | 男神 | 火山・炎・鍛冶の神。奇形。 | バルカン ヘファイストス（小惑星）               |
| Ἑρμῆς ヘルメース                           | ヘルメス                                 | メルクリウス （マーキュリー)        | 男神 | 伝令神。 旅人たちの守護神。 | 水星 ヘルメス（小惑星）                         |
| Ποσειδῶν ポセイドーン                      | ポセイドン                               | ネプトゥーヌス （ネプチューン）     | 男神 | 海洋の王。 海・泉・地震・馬・塩の神。 | 海王星 ポセイドン（小惑星）                     |
| Ἐστία ヘスティアー                         | ヘスティア                               | ウェスタ （ヴェスタ）               | 女神 | かまどの神。家庭生活の守護神。 名は「炉」を意味する。                                                                                       | ベスタ（小惑星） ヘスティア（小惑星）           |
| Διόνυσος ディオニューソス                  | ディオニュソス                           | バックス （バッカス）               | 男神 | 豊穣・葡萄酒・酩酊の神。 | バックス（小惑星） ディオニスス（小惑星）       |
| ᾍδης ハーデース プルートーン               | ハデス ハーデス                          | プルートー （プルート）             | 男神 | 冥界の王。 地下（クトニオス）・農耕の神。                                                                                                   | 冥王星（準惑星） オルクス（小惑星）             |
| Περσεφόνη ペルセポネー                     | ペルセポネ                               | プロセルピナ （プロセルピナ）       | 女神 | 冥界の王妃。 春・芽吹き・乙女・季節の神。 コレーとも呼ばれる。                                                                              | プロセルピーナ（小惑星） ペルセフォネ（小惑星） |

### 系譜・血統
| 神名             | 神名                    | 世代 | 両親     | 両親                            | 備考                                                                          | 起源           |
| 古典ギリシア語   | ギリシア文字 ラテン文字 | 世代 | 父親     | 母親（位格）                    | 備考                                                                          | 起源           |
| ---------------- | ----------------------- | ---- | -------- | ------------------------------- | ----------------------------------------------------------------------------- | -------------- |
| ゼウス           | Ζεύς Zeus               | 第一 | クロノス | レアー （ティーターン）         | クロノスの末子。 多数の神や半神、英雄の父祖。                                 | 固有           |
| ヘーラー         | Ἥρα Hēra                | 第一 | クロノス | レアー （ティーターン）         | ゼウスの妻・姉。                                                              | 先住           |
| アテーナー       | Ἀθηνᾶ Athēnā            | 第二 | ゼウス   | メーティス （ティーターン）     | ゼウスの娘。 母はオーケアニデスの一柱。                                       | 先住           |
| アポローン       | Ἀπόλλων Apollōn         | 第二 | ゼウス   | レートー （ティーターン）       | アルテミスの兄弟。 母はコイオスの娘。                                         | 外来           |
| アプロディーテー | Ἀφροδίτη Aphrodītē      | 第二 | ゼウス   | ディオーネー （ティーターン）   | 本来はオリエントの女神。 エロースの母。                                       | 東方           |
| アレース         | Ἄρης Arēs               | 第二 | ゼウス   | ヘーラー （オリュンポス）       | 本来はトラーキア地方の神。                                                    | 外来           |
| アルテミス       | Ἄρτεμις Artemis         | 第二 | ゼウス   | レートー （ティーターン）       | アポローンの姉妹。                                                            | 先住           |
| デーメーテール   | Δημήτηρ Dēmētēr         | 第一 | クロノス | レアー （ティーターン）         | ゼウスの姉。 ペルセポネーの母。二柱女神。                                     | 先住           |
| ヘーパイストス   | Ἥφαιστος Hēphaistos     | 第二 | ゼウス   | ヘーラー （オリュンポス）       | 母が単独で生んだともされる。                                                  | 外来           |
| ヘルメース       | Ἑρμῆς Hermēs            | 第二 | ゼウス   | マイア （ティーターン）         | ゼウスの末子。 母はプレイアデスの一柱。                                       | 先住           |
| ポセイドーン     | Ποσειδῶν Poseidōn       | 第一 | クロノス | レアー （ティーターン）         | ゼウスの兄。ハーデースの弟。                                                  | 先住           |
| ヘスティアー     | Ἑστία Hestiā            | 第一 | クロノス | レアー （ティーターン）         | ゼウスの姉。クロノスの長女。                                                  | 固有           |
| ディオニューソス | Διόνυσος Dionȳsos       | 第二 | ゼウス   | セメレー （人間）               | 本来はトラーキアないし小アジアまたはオリエントの神。 母はカドモスの娘で人間。 | 外来ないし東方 |
| ハーデース       | Ἅιδης Hādēs             | 第一 | クロノス | レアー （ティーターン）         | ゼウスとポセイドーンの兄。 ペルセポネーの夫。                                 | 固有           |
| ペルセポネー     | Περσεφόνη Persephonē    | 第二 | ゼウス   | デーメーテール （オリュンポス） | ハーデースの妻。 母と共に秘教の二柱女神。                                     | 先住           |

## 十二神ギャラリー

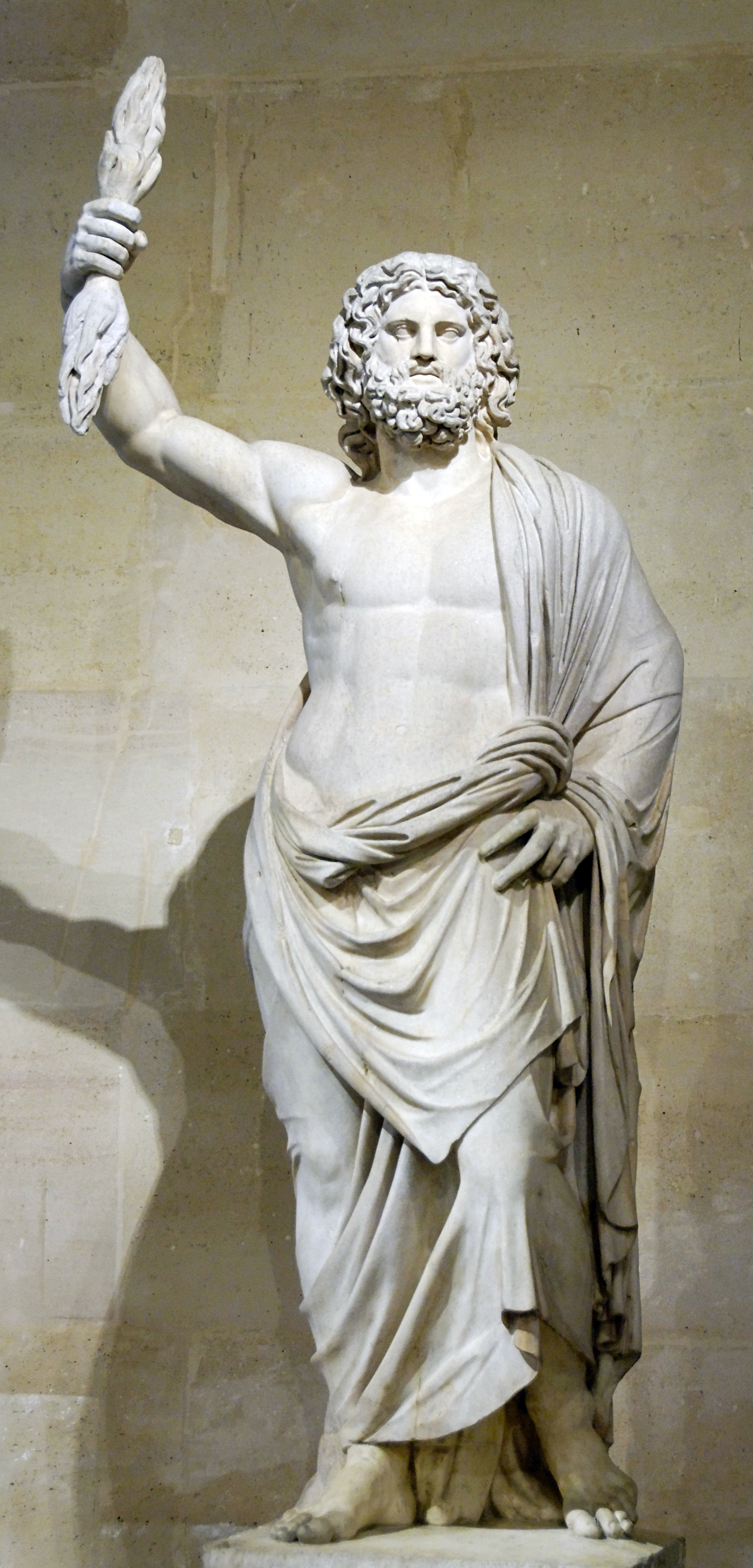
ゼウス
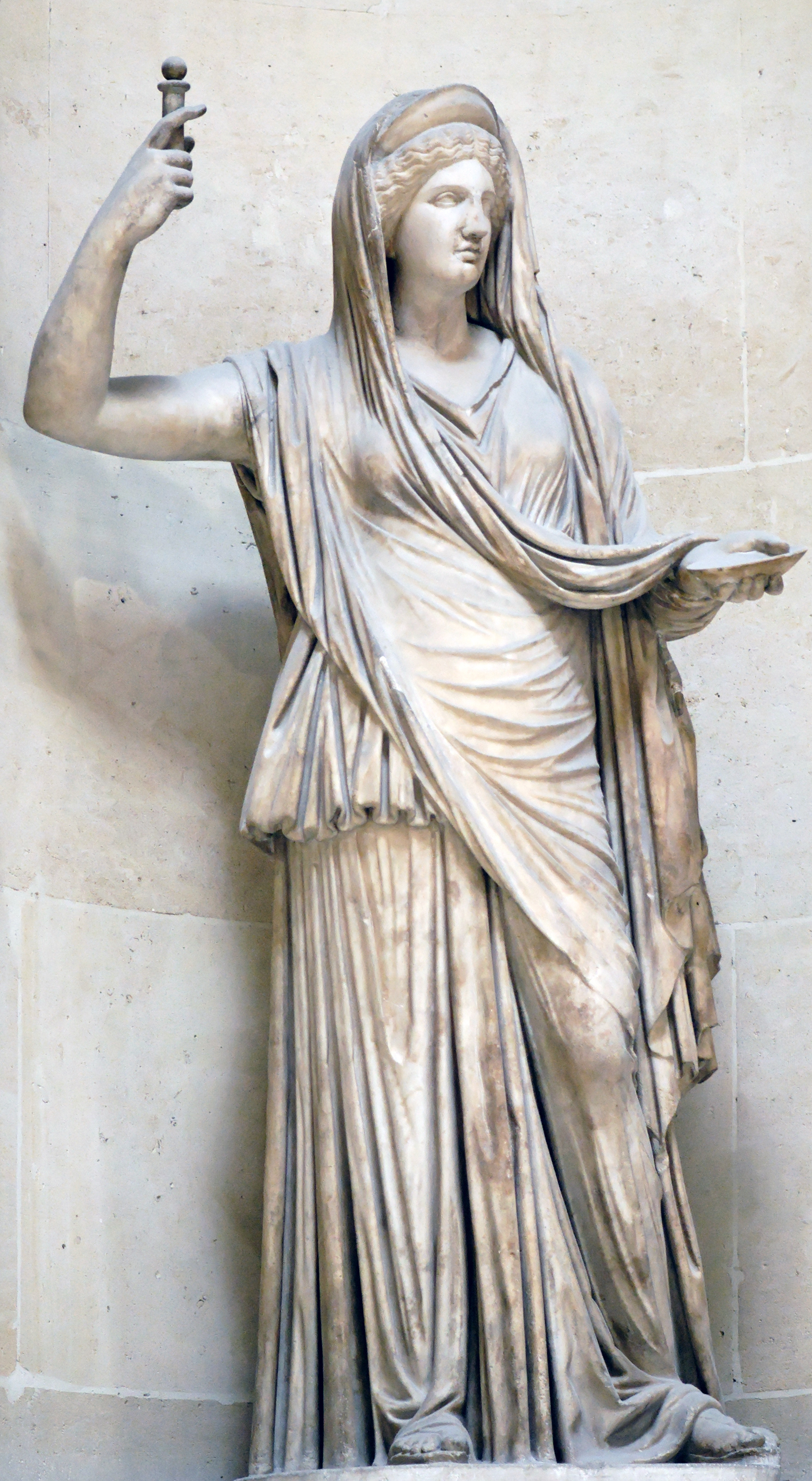
ヘーラー
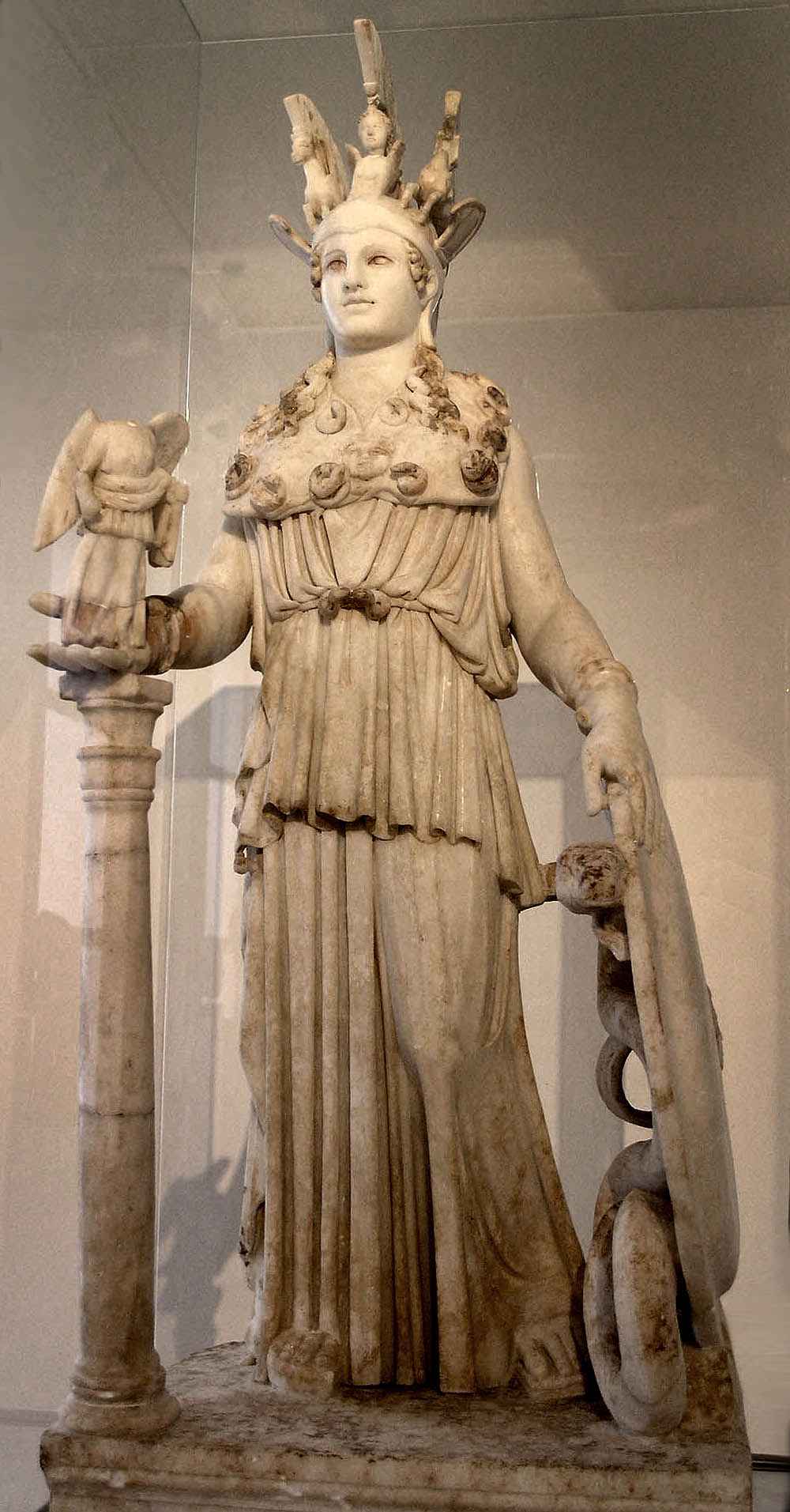
アテーナー
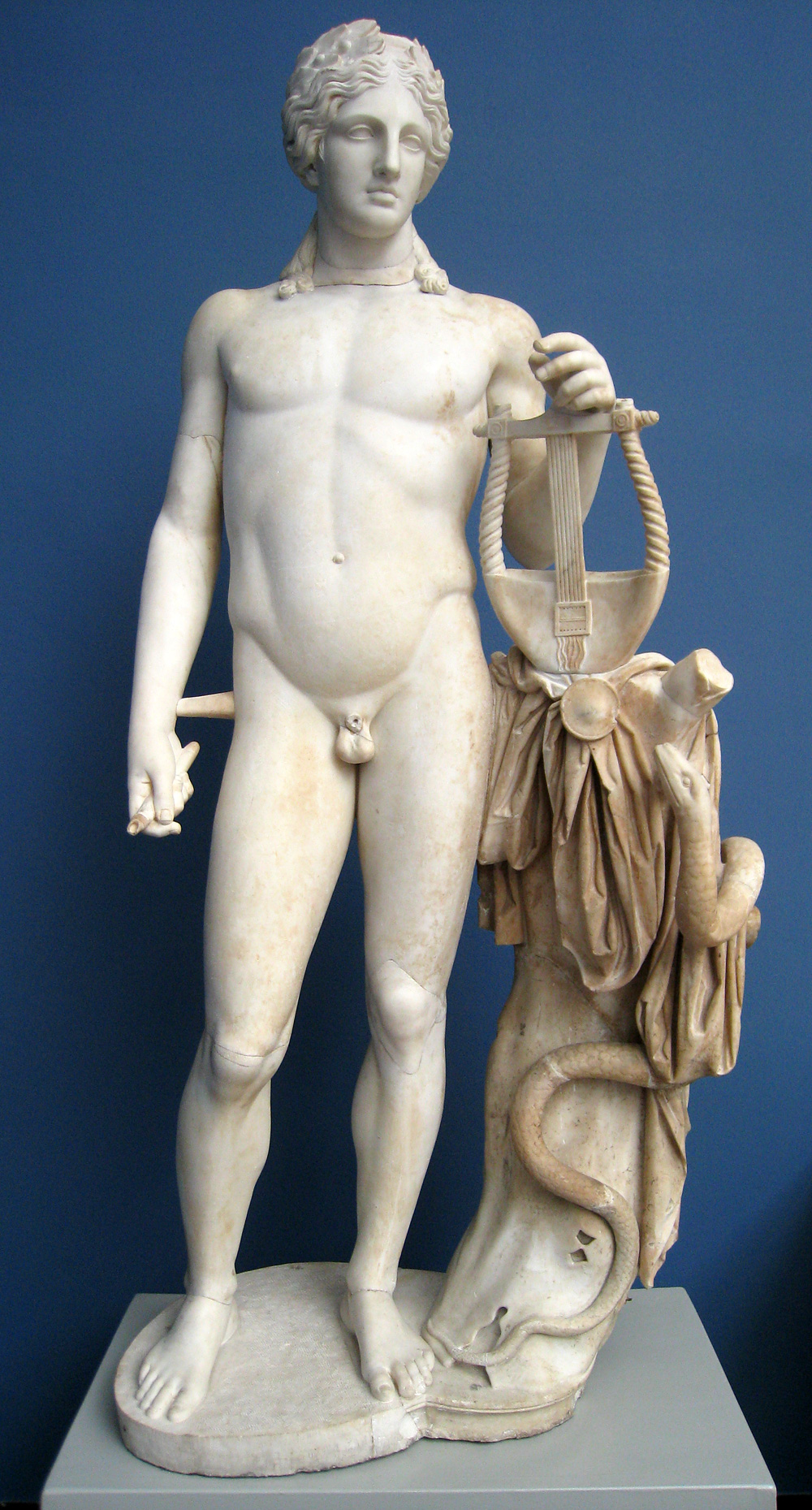
アポローン
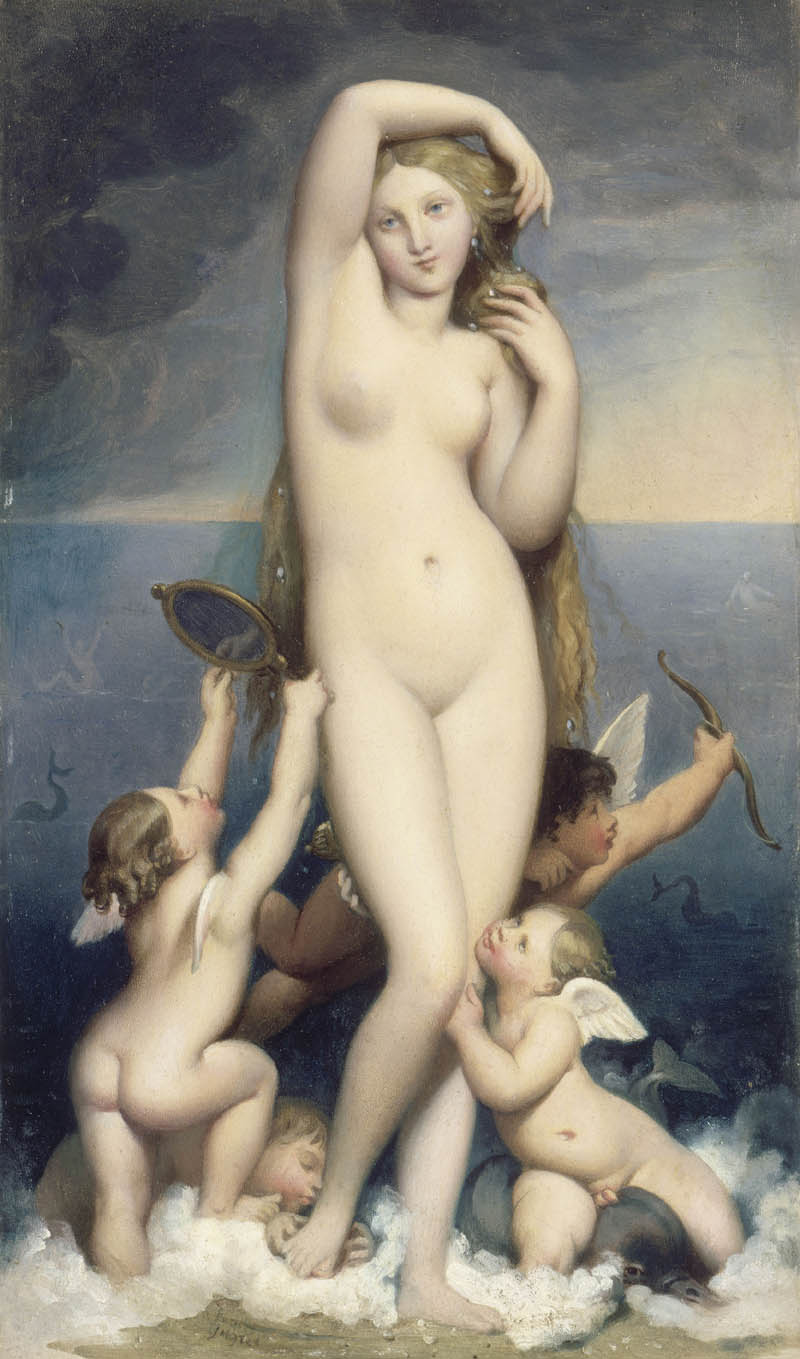
アプロディーテー
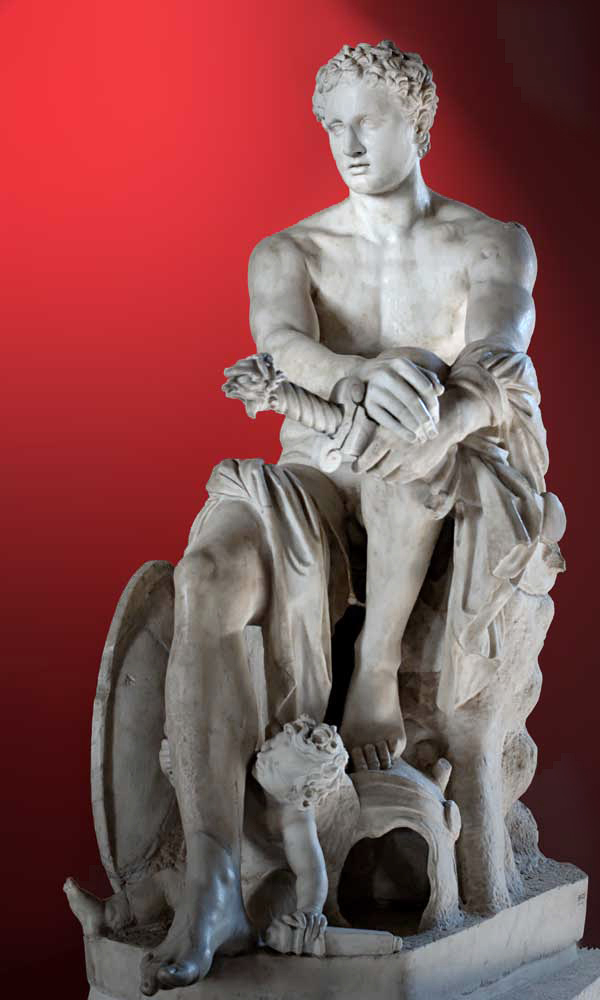
アレース
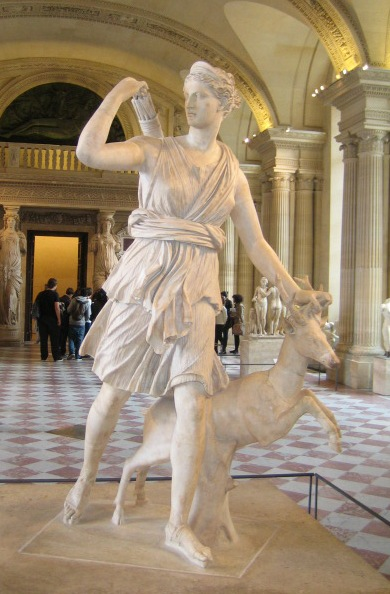
アルテミス
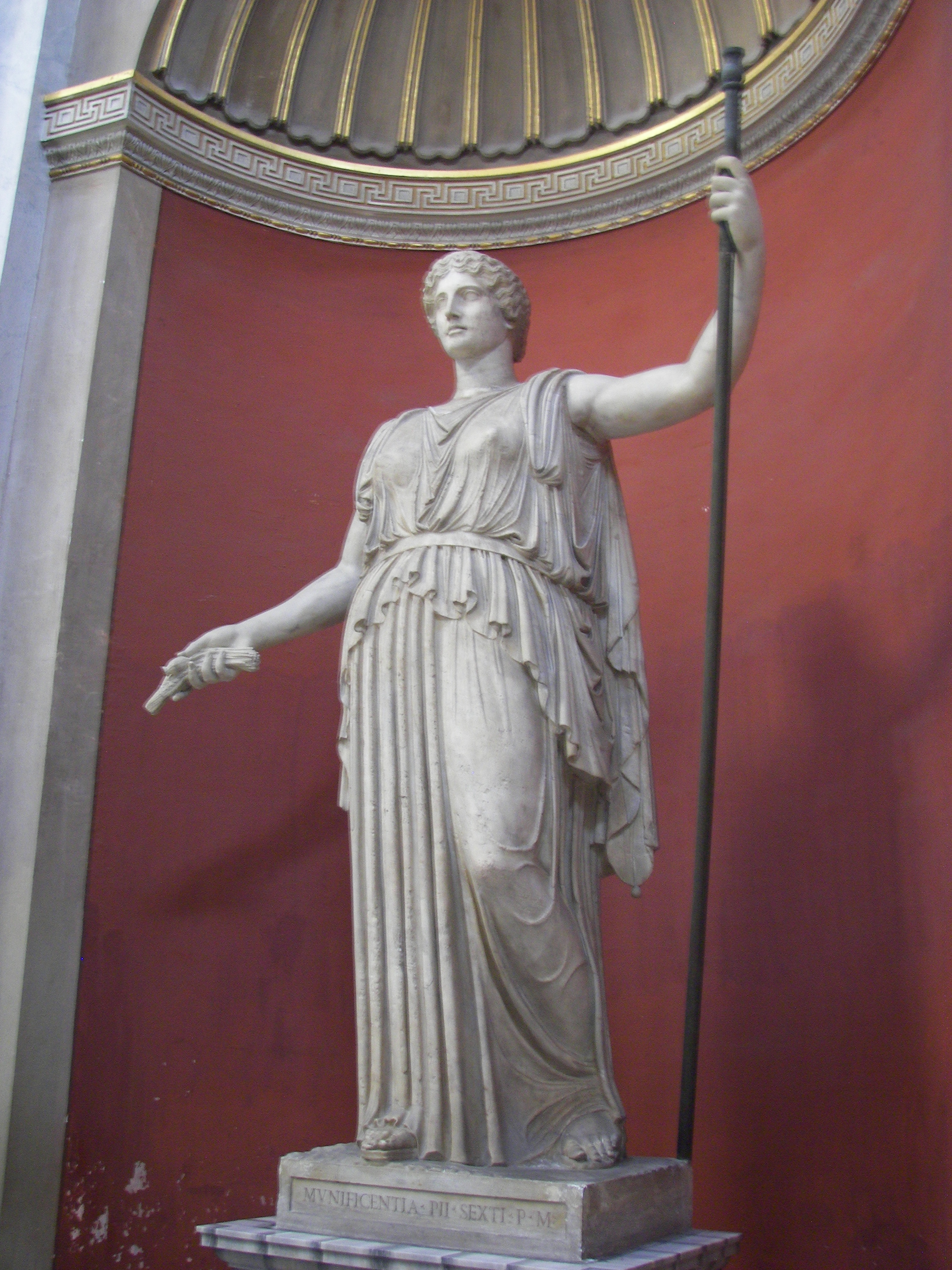
デーメーテール
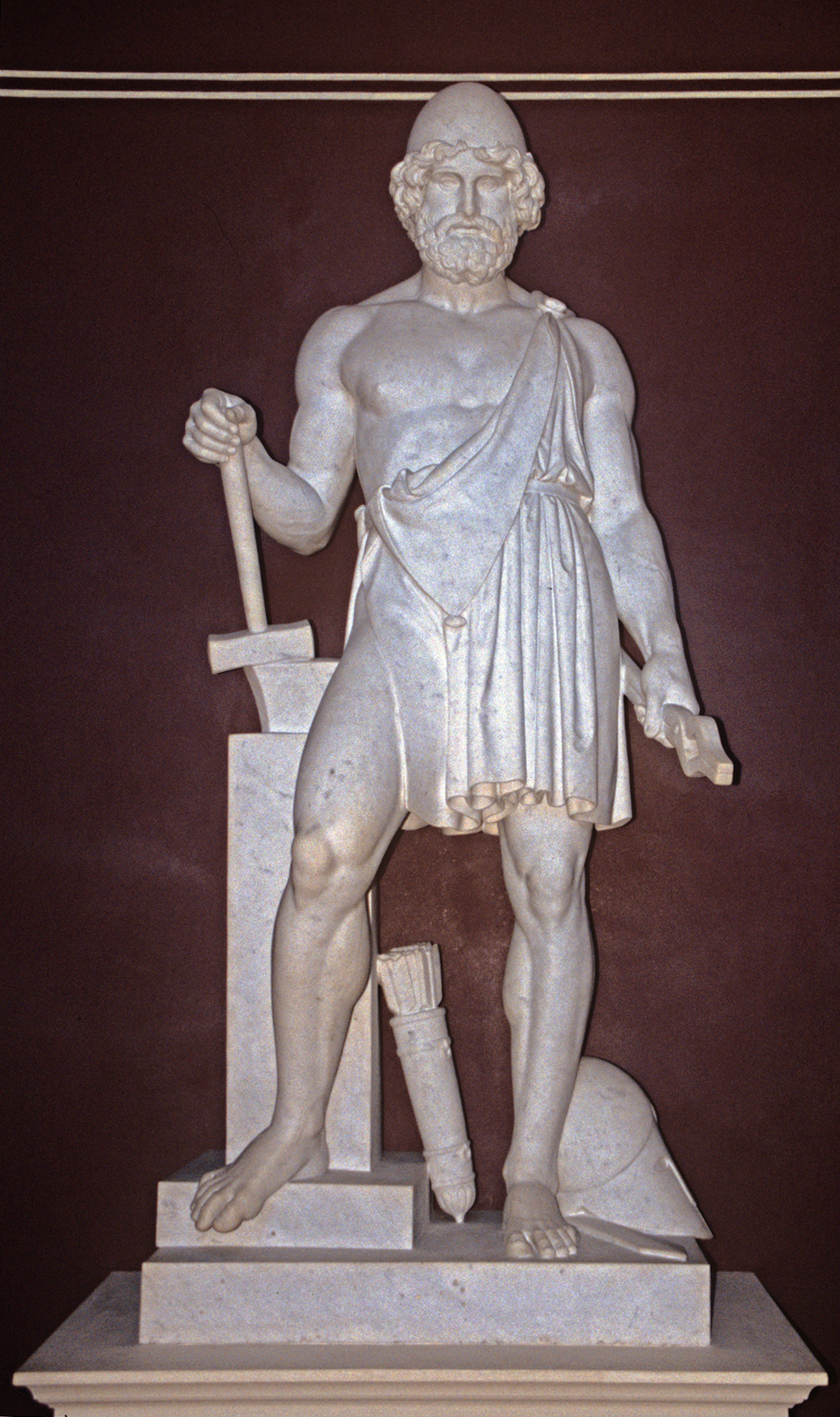
ヘーパイストス
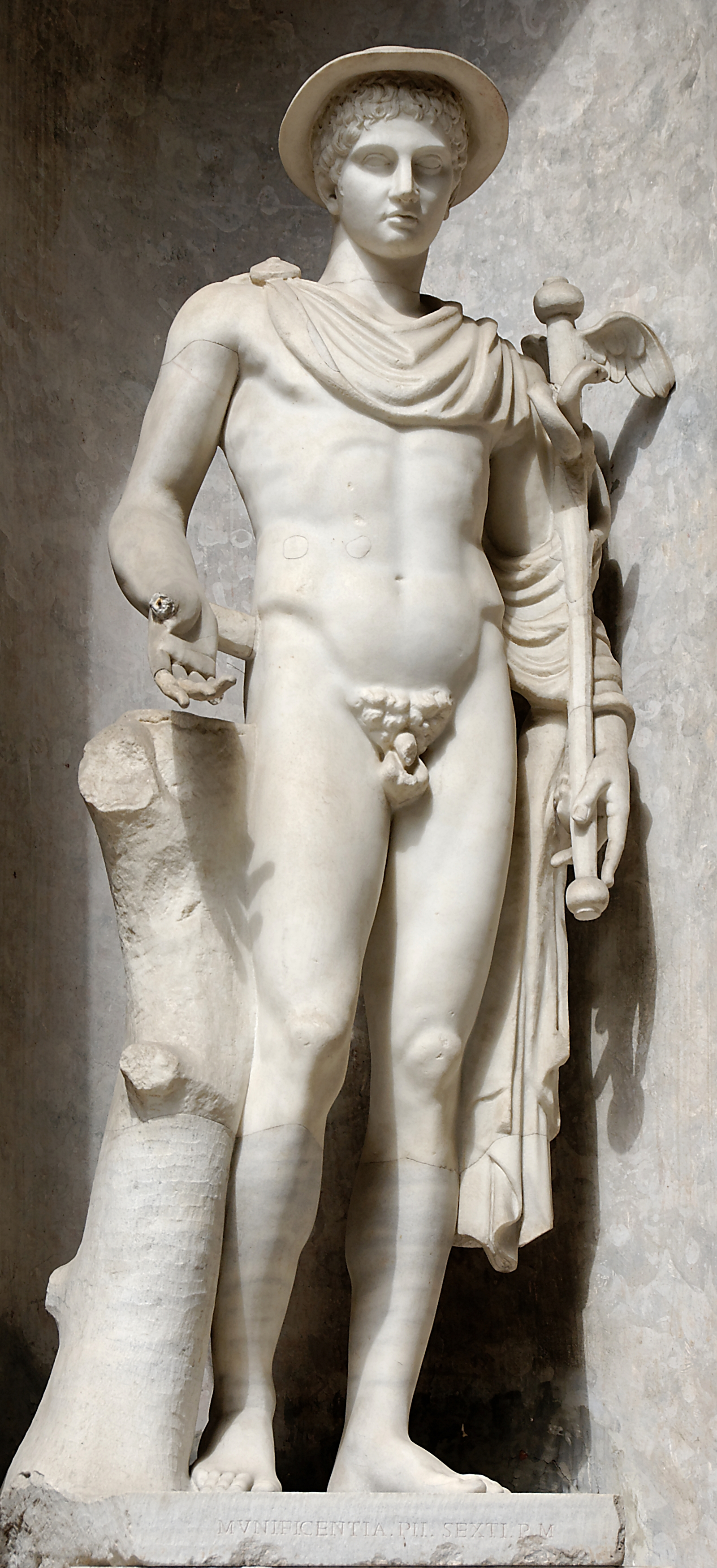
ヘルメース
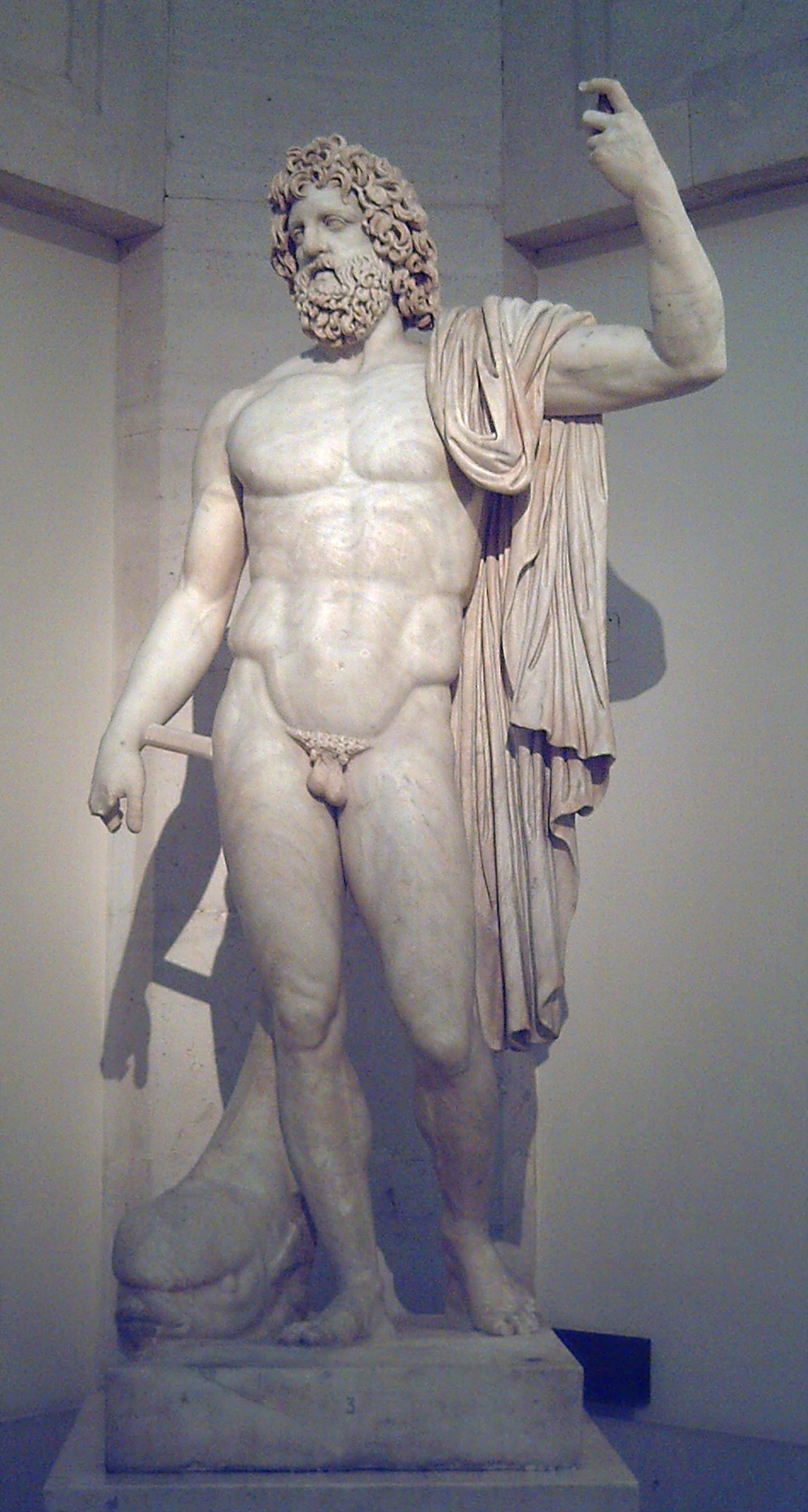
ポセイドーン
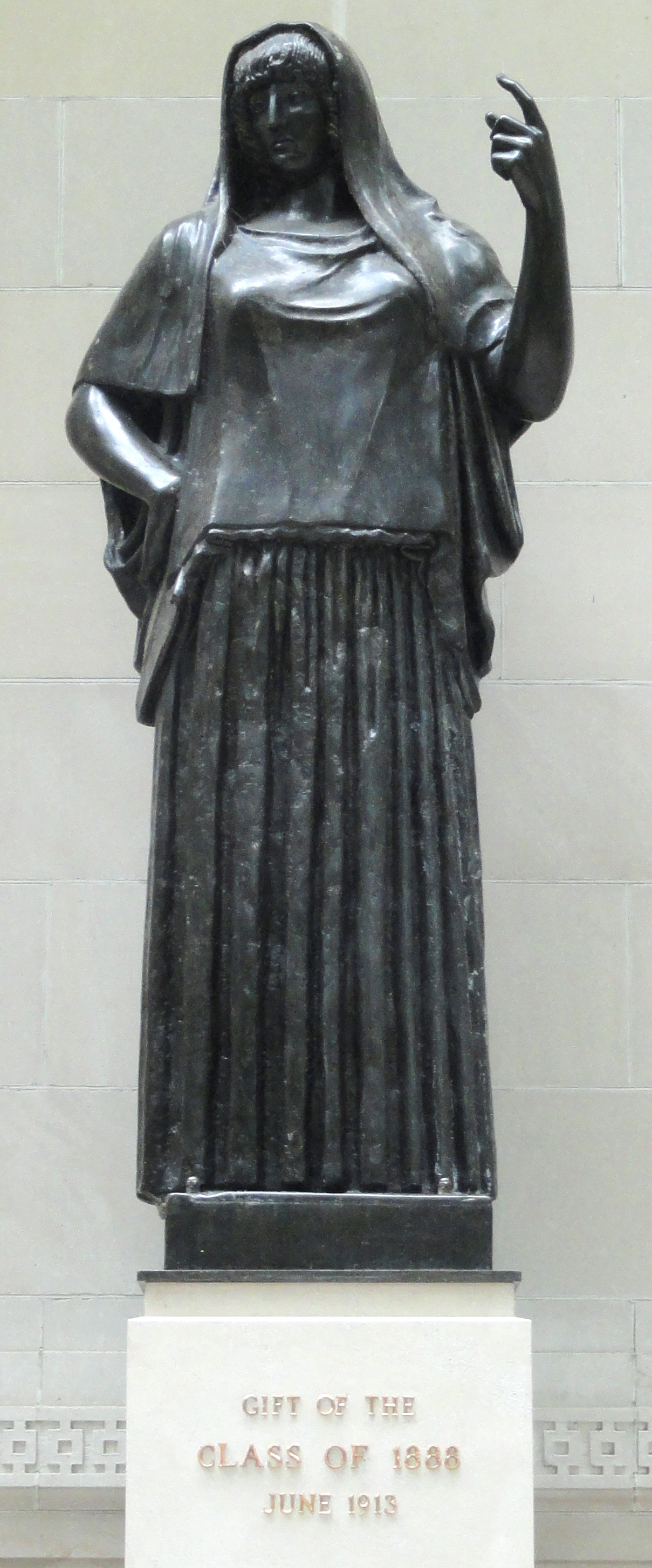
ヘスティアー
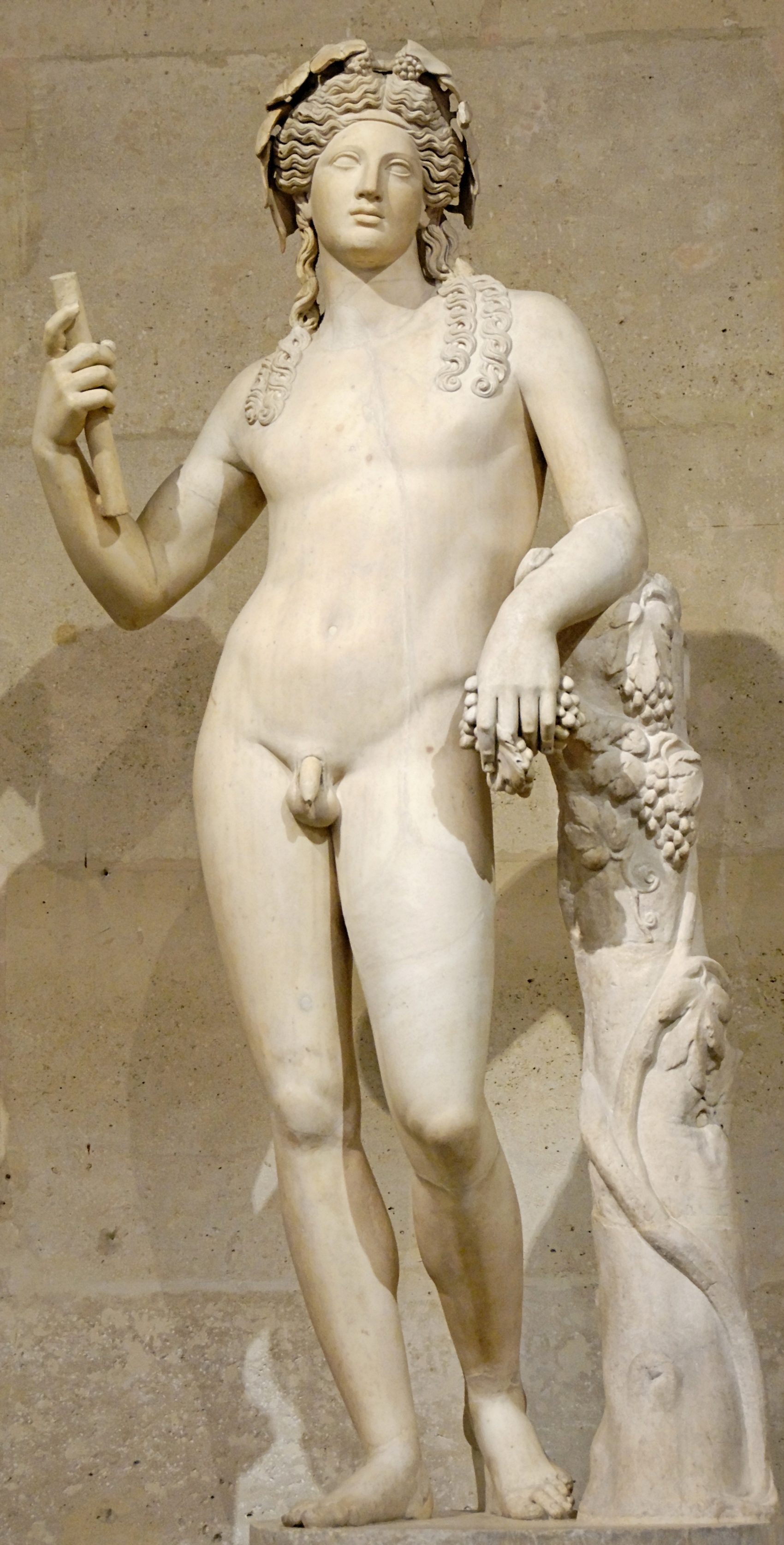
ディオニューソス
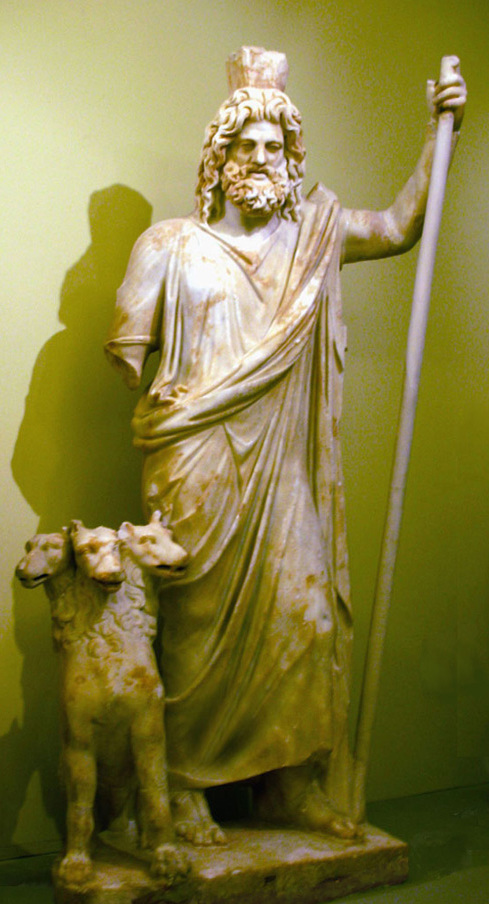
ハーデース
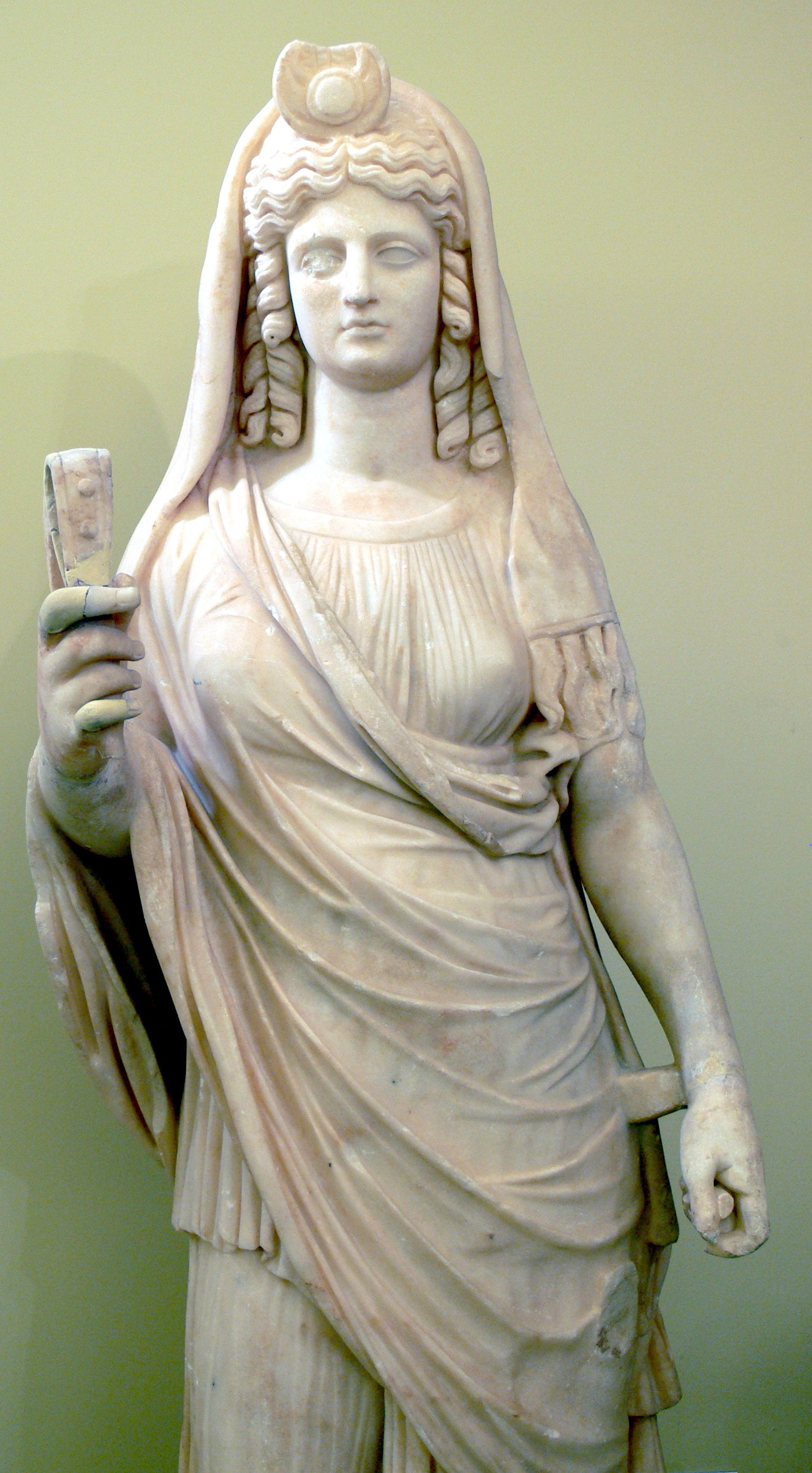
ペルセポネー